# 義安寺
義安寺（ぎあんじ）は、愛媛県松山市道後にある曹洞宗の寺院。通称お六部（ろくぶ）さま。四国八十八箇所番外札所。

## 概要
寺伝によれば、天文8年（1539年）に河野景通の子・河野彦四郎義安が建立したといわれる。河野氏の本拠であった湯築城の東約100mに位置する河野氏ゆかりの寺院である。寺院名は建立者に由来する。
天正13年（1585年）河野氏当主の河野通直は豊臣秀吉の四国征伐の際に、小早川隆景の説得により降伏した。これにより伊予国は小早川隆景の支配下となった。この時、一族、譜代の家臣が当寺に集結し井戸の水を飲み交わして二君に仕えないことを約し自刃して果てたと伝わる。この話は宝永7年（1710年）に編纂された『南膽部州大日本南海道予陽郡郷俚諺集（略称・予陽郡郷俚諺集）』に記されている。この井戸は「誓いの泉」と呼ばれ境内にある。
当寺の周辺は蛍の名所であった。かつてこの周辺で見られた大振りの蛍は「義安寺蛍」と呼ばれ、自刃した武士達の魂が飛んでいるのだと伝えられていた。
また言い伝えでは、六十六部廻国行者が当寺で非業の死を遂げ、以来、行者を祀っており「お六部さま」と呼ばれるようになった。八のつく日は当寺の縁日となっている。

## ギャラリー
- 誓いの泉
- 山門